# تمیستوکلیا

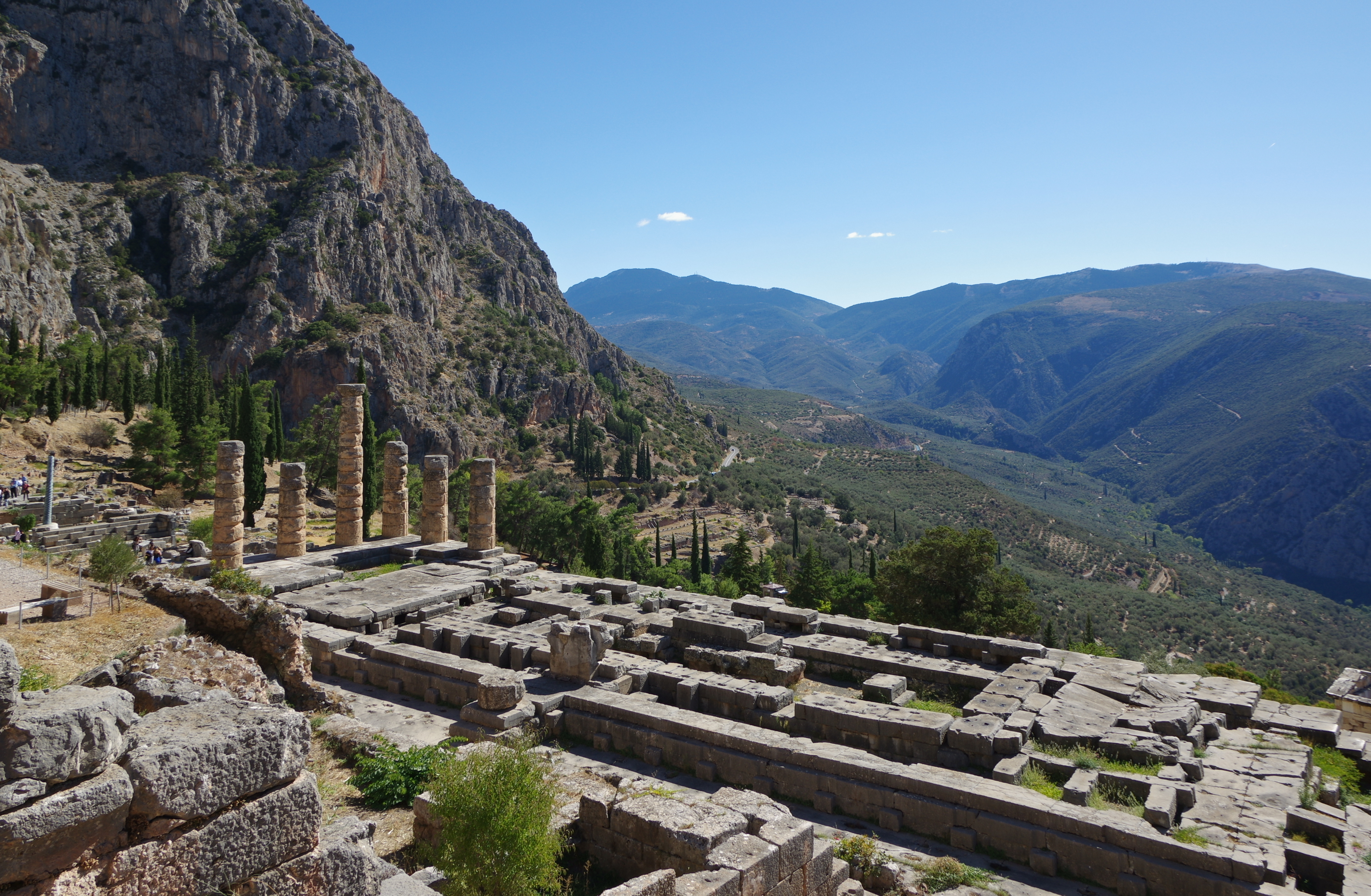
معبد آپولو در پیتیا

تمیستوکلیا (به ‎یونانی باستان: Θεμιστόκλεια تلفظ: Themistokleia)، همچنین آریستوکلیا (یونانی باستان: Ἀριστοκλεία تلفظ: Aristokleia یا تئوکلیا یونانی باستان: Θεοκλεία تلفظ: Theokleia، یک کاهنه در پیتیا بود در قرن ششم پیش از میلاد می‌زیست؛ گفته می‌شود که او معلم فیثاغورس بوده است.
دیوژن لائرتی در قرن سوم میلادی ذیل زندگی‌نامهٔ فیثاغورس در کتاب «زندگی و نظرات فیلسوفان برجسته»، به گفته آریستوکسنوس (قرن چهارم پیش از میلاد) اشاره می‌کند که تمیستوکلیا آموزه‌های اخلاقی فیثاغورس را به او آموخت. پورفیری (۲۳۳–۳۰۵ میلادی) به معلمی از فیثاغورس به نام آریستوکلیا اشاره می‌کند، اگرچه تردیدی نیست که او به همین شخص اشاره می‌کند. دانشنامهٔ سودا متعلق به قرن دهم او را تئوکلیا می‌نامد و بیان می‌کند که او خواهر فیثاغورس بوده است، اما این اطلاعات احتمالاً از تحریف و سوء تفاهم در متن دیوژن لائرتیوس ناشی می‌شود.